# Tengern
Tengern ist ein Ortsteil der Gemeinde Hüllhorst in Nordrhein-Westfalen und gehört zum Kreis Minden-Lübbecke. Ortsvorsteher ist seit 2014 Karl-Heinz Kröger (CDU).

## Geschichte

### Erste urkundliche Erwähnung
Am 10. März 1151 bestätigte Bischof Bernhard I. von Paderborn dem „St. Marienstift auf dem Berge bei Herford“, dass die Herforder Äbtissin Godesti Güter aus verschiedenen Orten, unter anderem auch „Thinighe“, dem Kloster übertragen hat. Diese Urkunde des Bischofs liegt als beglaubigte Abschrift von Ende des 14. Jahrhunderts dem Staatsarchiv Münster vor und ist die erste bekannte Erwähnung Tengerns.

### Frühere politische Zugehörigkeit
Tengern gehörte vom Hochmittelalter bis 1648 zum Hochstift Minden, welches dann als weltliches Fürstentum Minden an Brandenburg-Preußen fiel. Kirchlich gehörte der Ort zum Kirchspiel Schnathorst, verwaltungsmäßig seit dem 16. Jahrhundert zur Vogtei Schnathorst im Amt Reineberg des Fürstentums Minden.

### Feuersbrunst
Am frühen Nachmittag des 26. April 1726 löste ein 16-jähriger Junge einen Großbrand aus. 42 der 46 in Tengern vorhandenen Häuser wurden zerstört, darunter 17 Wohnhäuser und das erst 1720 erbaute Schul- und Bethaus, welches schließlich 1728/29 wiederaufgebaut wurde.

### Spätere politische Zugehörigkeit
Von 1807 bis 1810 gehörte Tengern zum Kanton Reineberg des napoleonischen Satellitenstaats Königreich Westphalen. Von 1811 bis 1813 gehörte der Ort unmittelbar zu Frankreich und dort zur Mairie Schnathorst im Kanton Quernheim des Arrondissements Minden im Departement der Oberen Ems. 1813 kam Tengern wieder zu Preußen, das den Ort 1816 dem Kreis Bünde und 1832 dem Kreis Lübbecke zuteilte. 1844 wurde Tengern als politische Gemeinde dem neu gegründeten Amt Schnathorst (später Amt Hüllhorst) zugeordnet. Im Jahr 1906 wurde die Gemeinde Huchzen durch Ausgliederung aus Tengern (193 ha) neu gebildet.
Sonstige historische Jahreszahlen
- 1894 Anlegung des Friedhofs
- 1922 Ehrenmal für Gefallene am Friedhof wird eingeweiht
- 1924 Gründung des SPD-Ortsvereins
- 1926 Gründung einer NSDAP-Ortsgruppe (die erste im Kreis Lübbecke)
- 1945 Am alten Spritzenhaus wird die Hitlereiche gefällt
- 1950 Erste traditionelle Mai-Feier der Dorfgemeinschaft

Am 1. Januar 1973 ging Tengern in der neuen Gemeinde Hüllhorst auf. Im Jahr 1974 wurde die CDU-Ortsunion gegründet. Im Verlauf des Jahres 1976 wurden Straßennamen und neue Hausnummern eingeführt. Mit der Gebietsreform wurde die Gemeinde Huchzen wieder dem Ortsteil Tengern zugeordnet, es fand also in gewisser Weise ein Wiedervereinigung statt. Tengern konnte dadurch sein Gebiet von 4,2 auf 6,13 km² um rund 50 Prozent vergrößern. Die durchschnittliche Einwohnerdichte hingegen verringerte sich von 400 auf rund 292 Einw./km².

### Einwohnerentwicklung
- 1818: 0450 (mit Huchzen)
- 1947: 1507 (mit Huchzen)
- 1961: 1478 (mit Huchzen), 1374 (ohne Huchzen)
- 1970: 1668 (mit Huchzen), 1572 (ohne Huchzen)
- 1972: 1788 (mit Huchzen), 1681 (ohne Huchzen)
- 1973: 1783 (mit Huchzen)
- 2004: 2082 (mit Huchzen; 31. Dezember)
- 2006: 2038 (mit Huchzen; 31. Dezember)

## Regelmäßige Veranstaltungen
Maifeier der Dorfgemeinschaft in Tengern: Seit 1950 feiert die Dorfgemeinschaft in Tengern den Ersten Mai. Als Ausrichter wechseln sich im Zwei-Jahres-Takt die Löschgruppe Tengern der Freiwilligen Feuerwehr Hüllhorst und der Sportverein TuS Tengern ab. Die traditionelle Maifeier steht jedes Jahr unter einem anderen Motto.
| Jahr und Motto | Jahr und Motto |
| --- | --- |
| - 1976: Wie es früher war - 1977: Die gute alte Zeit in Märchen und Sagen - 1978: Tengern im Wandel der Zeit - 1979: Sitten und Gebräuche aus allen Ländern der Welt - 1981: Tengern im Fernsehrausch - 1982: Bunte Tierwelt - 1983: Wir machen Urlaub - 1984: Sprichwörter und Redensarten - 1985: Unser schönstes Hobby - 1987: Die schönen 60er Jahre - 1988: Spukgeschichten und Streiche - 1989: Freunde der Zeichentrickfilme - 1990: 40 Jahre 1. Mai – 1950 bis 1990 - 1991: Immer Ärger mit der Technik - 1992: Unser Dorf Tengern – Anekdoten und Dönnekes - 1993: Tengern im Werberausch - 1994: Tengern – Wir mochten Musik – von Charleston bis Techno - 1995: Tengeraner Träume werden wahr - 1996: Tengern macht Theater - 1997: Pleiten, Pech und Pannen - 1998: Tengern zwischen Tradition und Fortschritt - 1999: Tengern – Ein Rückblick auf das vergangene Jahrtausend | - 2000: Stars von gestern und heute - 2001: 850 Jahre Tengern - 2003: Kulinarisches Tengern - 2004: Tengeraner Märchenstunde - 2005: Tengern und die größten Irrtümer der Welt - 2006: Die Fußballwelt zu Gast in Tengern - 2007: Tengern feiert Karneval - 2008: Was Tengern noch braucht ... - 2009: „Wilder Westen“ in Tengern - 2010: Tengern sucht den Superstar - 2011: Tengern macht eine Zeitreise - 2012: Hollywood in Tengern - 2013: Tengern macht eine Weltreise - 2014: Alles, was Spaß macht - 2015: - 2016: - 2017: - 2018: - 2019: - 2020–2022: - 2023: - 2024: - 2025: Festivalkult in Tengern |

## Wirtschaft und Infrastruktur

### Verkehr
In Tengern treffen sich die Landesstraßen 773 (Löhner Str.) und 803 (Tengerner Str.). An der Kreuzung Löhner Str./Westerbach gibt es eine Lichtzeichenanlage.

### Ansässige Unternehmen
- Jeans Fritz
- JET Gruppe
- SYE-Europe GmbH

### Bildung
In Tengern befindet sich eine Grundschule.

## Kultur und Sehenswürdigkeiten

### Evangelische Frömmigkeit
Vor Ort organisiert der CVJM Jugendarbeit. Gelegentlich wird zu Thomasmessen eingeladen. Die Gemeinde war in der offenen Phase eingeladen, sich an verschiedenen Stationen mit dem „Kreuz“ zu befassen.

### Bauwerke

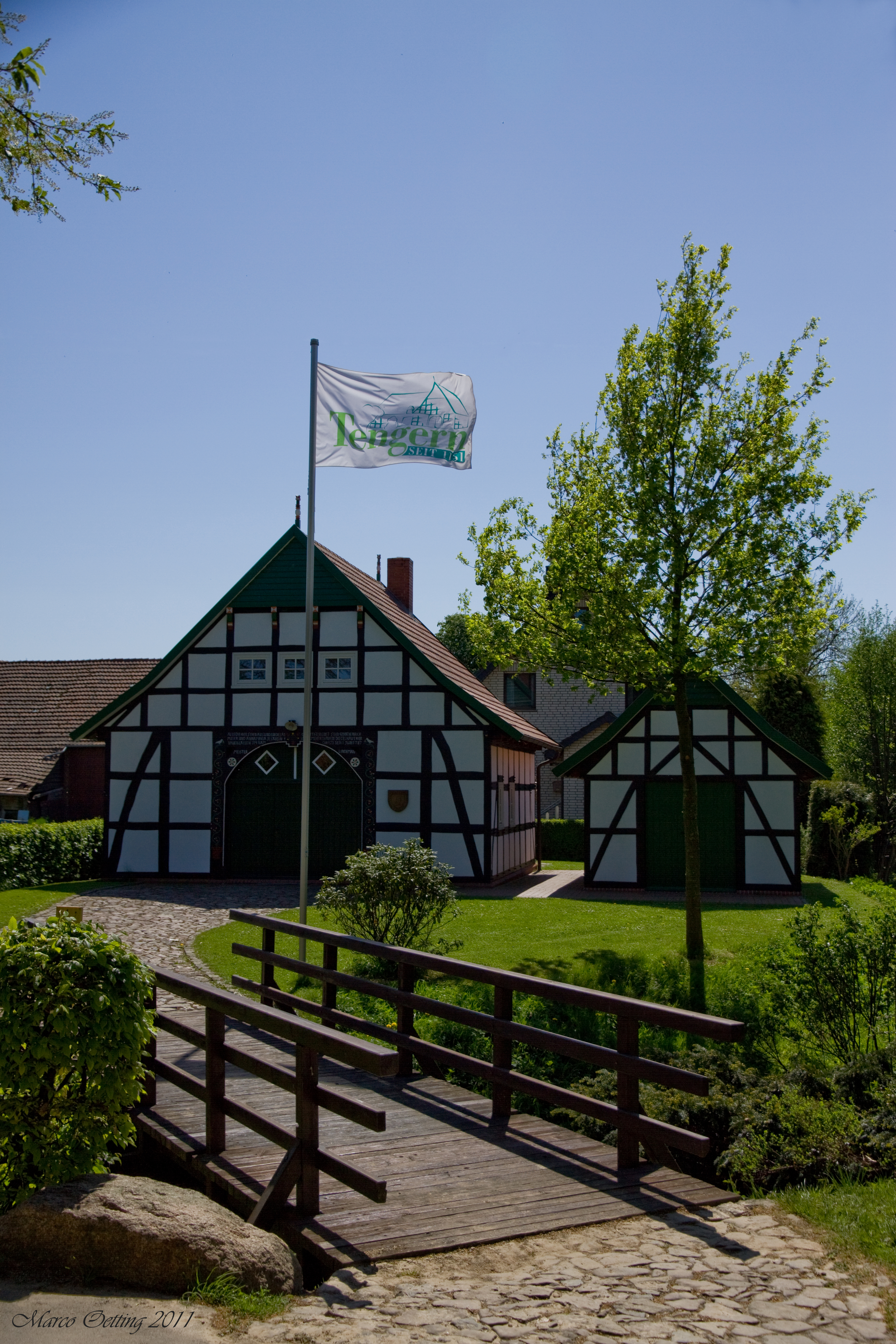
Altes Backhaus an der Schulstraße